# Lost City of Gold
Pour les articles homonymes, voir Lost City et Gold.
Lost City of Gold sont des montagnes russes en métal du parc Sunway Lagoon, situé à Subang Jaya dans l'État de Selangor en Malaisie.

## Histoire
Lost City of Gold a ouvert pour la première fois sous le nom de Bayern Express au parc Nigloland, situé à Dolancourt dans l'Aube en France. C'étaient les premières montagnes russes du parc. Elles ont été installées en 1988 par le constructeur d’attractions français Soquet. En 1993, elles quittent Nigloland pour des raisons de nuisances sonores et de coûts d'entretien. Elles ont été rachetées par Sunway Lagoon, un parc malaisien et y sont inaugurées le 12 mars 1994.
Ces montagnes russes ont souvent été confondues avec Rolling Thunder Mine Train à Genting Theme Park, situé à Genting Highlands, Pahang, en Malaisie. Elles sont également des montagnes russes en métal de type train de la mine de Soquet. Ce même constructeur élabore un nouveau train pour Rolling Thunder Mine Train, fermé depuis 2011. Ce parcours de montagnes russes se situait d'abord de 1990 à 1993 en France au parc de la Toison d'Or sous le nom Train de mine.

## Trains
Lost City of Gold a un train de 6 wagons pouvant accueillir 4 personnes. Les passagers sont placés à 2 sur un rang pour un total de 24 passagers par train. 